# Кокура
Кокура је стари град са замком у Фукуока префектури у Јапану. Кокура је од 1963. део града Китакјушу. Китакјушу је фактички град, којем је Кокура била језгро.
Кокура је била примарна мета напада атомском бомбом 9. августа 1945. Међутим, због облака и наређења да морају видети место где ће бомба пасти одустало се од Кокуре и као мета је одабран Нагасаки. Отада се у Јапану користи израз „Кокурина срећа“, који значи избећи несрећу, а да ни не знаш за то.
Кокура је давно била град на Шимонисеки теснацу, који дели Хоншу и Кјушу. Кокура је била стратешки важан град за контролу теснаца. Кокура замак је изградио Тадаоки Хосокава 1602. године. Замак је био запаљен 1865. у борби Кокура и Чошу клана. Замак је реновиран 1990. године.